# Biskopen i Strängnäs stift
Biskopen i Strängnäs är Svenska kyrkan främsta företrädare i Strängnäs stift. Biskopen leder Strängnäs stift.

## Biskopens uppgifter[1]
Enligt Kyrkoordningens 8:e kapitel ansvarar biskopen för följande;
- att förkunna evangelium i ord och handling
- att ansvarar för att visitationer företas till stiftets samtliga församlingar
- att stiftet leds
- att viga präster och diakoner
- att kalla präster och diakoner till överläggning
- att i övrigt följa Kyrkoordningen

## Tidigare biskopen i Strängnäs stift
Den förste historiskt belagda biskopen i Strängnäs stift var Gerðar 1129, och sedan dess har fram tills idag 65 biskopar verkat inom stiftet. En av de mest kända är Kort Rogge som ledde stiftet 1479-1501, och som bland annat byggde Roggeborgen i Strängnäs.